# アウゴスト・エナ

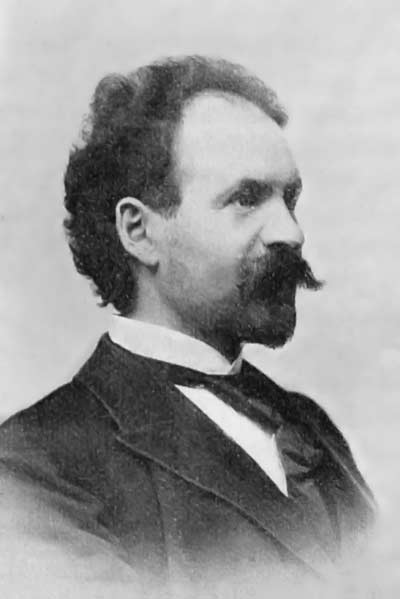

アウゴスト・エナまたはアウグスト・エナ（August Enna, 1859年5月13日 - 1939年8月3日）はデンマークの作曲家。主に歌劇で知られる。民族的にはシチリア系であった。
《魔女》（1892年）によって初めて成功をおさめ、その後《マッチ売りの少女》などのいくつかの歌劇や歌曲、ヴァイオリン協奏曲（1曲）を作曲した。リヒャルト・ワーグナーから強烈な影響を受ける反面、自らはカール・ニールセンらの若手デンマーク人作曲家に影響を及ぼした。